# 张海华 (美术家)
张海华（1976年7月4日—），中国画家、美术家、内画艺术家，中国工艺美术协会会员，国际美术家协会会员，国际内画协会创办人。

## 生平
张海华祖籍山东省济宁，出生于山东省淄博市。从事内画艺术及教学工作。

## 艺术展览
- 1989年 维也纳 斯图加特
- 1991年 曼谷 多伦多
- 1995年 斯图加特
- 2002年 吉隆坡谷中城 云顶梧桐在野
- 2003年 米兰国际艺展中心 巴黎 苏黎世 阿姆斯特丹
- 2004年 云顶
- 2005年 香港
- 2006年 新加坡
- 2007年 檀香山 纽约
- 2008年 洛杉矶世界日报展厅 拉斯维加斯
- 2009年 圣地亚哥 洛杉矶圣塔莫妮卡 橙县杭庭顿海滩
- 2010年 洛杉矶国际会展中心

## 主要作品

### 著作及画册集
- 《张海华内画集》
- 《张海华内画选集》

### 畫作
- 《百狮图》
- 《阿喀琉斯》
- 《牛仔》
- 《印第安》

## 研究文献
- 《内画艺术后继有人》,《大伦杂志》第13期
- 《张海华内画集》